# NK Zadar
Nogometni klub Zadar – chorwacki klub piłkarski z siedzibą w Zadarze, działający w latach 1946-2020.

## Historia
Klub założony został w roku 1946 i od razu został zgłoszony do ligi jugosłowiańskiej, w której przez cały okres istnienia Socjalistycznej Republiki Jugosławii nie osiągnął nic, poza grą w najwyższej klasie rozgrywkowej tego kraju. Samo miasto Zadar leży pomiędzy Splitem a Rijeką, a więc miastami, w których istnieją dwa duże kluby. Dlatego też pod względem popularności NK Zadar zawsze był w cieniu tych dwóch zespołów. Podobnie było ze sponsorami, którzy woleli inwestować swoje pieniądze w Hajduka i NK Rijekę, co odbiło się na obecnej sytuacji finansowej klubu NK Zadar, która obecnie jest w bardzo złym stanie.
Występy w lidze chorwackiej rozpoczęli w pierwszym sezonie jej istnienia - 1992/1993, gdzie w pierwszym sezonie w lidze zajęli 12. miejsce. W pierwszej lidze Zadar grał do sezonu 1995/1996. Wtedy to postanowiono zmniejszyć ligę z 16 do 12 zespołów. Reorganizacja ta nieszczęśliwie dotknęła NK Zadar, który zajął 13. miejsce i spadł z ligi. W sezonie 1996/1997 NK Zadar grał już w drugiej lidze. Pozyskał sponsora o nazwie Zadarkomerc i pod nazwą Zadarkomerc Zadar rozpoczął rozgrywki w lidze. Dobra gra spowodowała, że zespół z Zadaru powrócił w szeregi pierwszej ligi.
Sezon 1998/1999 nie był jednak udany dla zadarskiego zespołu. Drużyna zajęła 10. miejsce w lidze, ale zdobyła tyle samo punktów co 11. w tabeli NK Slaven Belupo. Taka sytuacja według regulaminu ligi wymagała rozegranie dodatkowego meczu, który wygrali piłkarze z Koprivnicy. To spowodowało drugą w historii degradację NK Zadar. Tym razem zespół potrzebował 2 lat na awans do elity, a pomogła w tym także kolejna reorganizacja ligi, wskutek której zwiększono ją do 16 drużyn.
W następnym sezonie pierwsza liga znów została pomniejszona do 12 zespołów. Jednak od tego czasu NK Zadar grał dużo lepiej niż w poprzednich latach. W sezonie 2003/2004 w rundzie zasadniczej zajął nawet 6. miejsce, co spowodowało grę w grupie o mistrzostwo kraju. Ostatecznie Zadar zakończył ten sezon na 6. miejscu w tabeli.
Sezon 2004/2005 był jednak znów nieudany. Po rundzie zasadniczej Zadar zajmował 11. miejsce, przez co musiał walczyć w grupie o utrzymanie w lidze. Coraz słabsza gra zespołu spowodowała, iż ostatecznie spadł na 12. miejsce i po raz kolejny został relegowany z pierwszej ligi. W 2015 spadł do drugiej ligi, a w 2016 do trzeciego poziomu rozgrywek chorwackiej piłki nożnej. Latem 2020 roku klub złożył wniosek o upadłość. Nowo utworzony HNK Zadar został spadkobiorcą NK Zadar.

### Piłkarze w historii klubu
- Saša Bjelanović
- Zvonimir Soldo
- Dado Pršo
- Marijan Buljat
- Luka Modrić
- Giovanni Rosso
- Josip Skoblar
- Mladen Mladenović

## Stadion
Klub występuje na stadionie „Stanovi”, który może pomieścić 5860 widzów.

### Derby
- NK GOŠK Dubrovnik
- HNK Dubrovnik 1919
- RNK Split